# Przemysław Gintrowski
Przemysław Adam Gintrowski (21 de diciembre de 1951 - 20 de octubre de 2012) fue un compositor y músico polaco.
Gintrowski debutó en 1976 en un concurso de canción en el club Riviera en Varsovia, con la canción «Epitafio para Sergei Esenin». Poco después, en 1979, formó un trío con Jacek Kaczmarski y Zbigniew Łapiński, e inició un programa poético «Mury» («Los Muros»). La canción del título del programa, «Mury», basada en «L’Estaca», compuesta por el cantautor catalán Lluís Llach se convirtió en el himno oficial del sindicato «Solidaridad» y en el símbolo de la lucha contra el régimen. Otros programas que crearon fueron «Raj» («El Paraiso») y «Muzeum» («El Museo»).
Con la declaración de la ley marcial en diciembre de 1981, el Trío dejó de existir. Jacek Kaczmarski permaneció en exilio en Francia, y Gintrowski comenzó su propia actividad artística. Hizo su debut como compositor de música de cine y durante los diez años siguientes creó la música para más de veinte largometrajes y varias series de televisión.
Las canciones de Gintrowski se basan en textos de Jacek Kaczmarski, Zbigniew Herbert, Tomasz Jastrun, Krzysztof Maria Sieniawski, Jerzy Czech, Tadeusz Nowak y Marek Tercz. Durante muchos años no había grabado sus propias canciones, aunque había compuesto música para otros artistas y para cine. Gintrowski anunció que grabaría otro álbum titulado «Kanapka z człowiekiem» («Sandwich con un hombre») que incluiría versiones nuevas del material más antiguo de su repertorio, así como algunas canciones nuevas. 
El 31 de agosto de 2006 fue galardonado por el presidente Lech Kaczyński con la Orden de Polonia Restituta.
Murió a los 60 años de cáncer de pulmón.